# Quichua santiagueño
El quichua santiagueño, o simplemente "quichua", es una subvariedad del quechua sureño hablada en la provincia de Santiago del Estero y el sureste de la provincia de Salta (Argentina). En Santiago del Estero, se extiende solo por los departamentos de Figueroa, Robles, Sarmiento, San Martín, Silipica, Loreto, Atamisqui, Avellaneda, Salavina, Quebrachos, Mitre, Aguirre y parte de los departamentos de Moreno, Brigadier Juan Felipe Ibarra y General Taboada a lo largo del río Salado del Norte.  La lengua también la conocen en el área metropolitana de Buenos Aires cerca de sesenta mil personas emigradas.
Hasta inicios del siglo XX, era conocido como "lengua del Cuzco" o como "cuzquero". Es distinto del quechua sudboliviano, pero con una similitud lexical del 81% con este.  Existe una cátedra para su estudio y conservación en la Universidad Nacional de Santiago del Estero.

## Tiempos verbales
| Pronombre | Raíz | Desinencia |
| --------- | ---- | ---------- |
| Noqa      | muna | ni         |
| Qam       | muna | nki        |
| Pay       | muna | n          |
| Noqanchis | muna | nchis      |
| Noqayku   | muna | yku        |
| Qamkuna   | muna | nkichis    |
| Paykuna   | muna | nku        |

| Pronombre | Raíz | Suf. "ra" | Desinencia |
| --------- | ---- | --------- | ---------- |
| Noqa      | muna | ra        | ni         |
| Qam       | muna | ra        | nki        |
| Pay       | muna | ra        | n          |
| Noqanchis | muna | ra        | nchis      |
| Noqayku   | muna | ra        | yku        |
| Qamkuna   | muna | ra        | nkichis    |
| Paykuna   | muna | ra        | nku        |

| Pronombra | Raíz | Desinencia |
| --------- | ---- | ---------- |
| Noqa      | muna | saq        |
| Qam       | muna | nki        |
| Pay       | muna | nqa        |
| Noqanchis | muna | sunchis    |
| Noqayku   | muna | saqku      |
| Qamkuna   | muna | nkichis    |
| Paykuna   | muna | nqanku     |

## Números
| Número    | Quichua |
| --------- | ------- |
| 1         | Suk     |
| 2         | Iskay   |
| 3         | Kimsa   |
| 4         | Taa     |
| 5         | Pichqa  |
| 6         | Suqta   |
| 7         | Qanchis |
| 8         | Pusaq   |
| 9         | Isqun   |
| 10        | Chunka  |
| 100       | Pachaq  |
| 1.000     | Waranqa |
| 1.000.000 | Hunu    |